# 奧地利的安娜 (1528-1590)
奧地利的安娜（德語：Anna von Österreich，1528年7月7日—1590年10月16日），巴伐利亞公爵夫人，神聖羅馬皇帝斐迪南一世的次女。

## 家庭
1546年，安娜與巴伐利亞公爵威廉四世的次子阿爾布雷希特結婚，兩人共有3子2女：
1. 威廉五世（1548年—1626年），巴伐利亞公爵
2. 斐迪南（英语：Ferdinand of Bavaria (soldier)）（1550年—1608年）
3. 瑪麗亞·安娜（1551年—1608年），內奧地利大公夫人
4. 瑪克西米莉安娜·瑪麗亞（英语：Maximiliana Maria of Bavaria）（1552年—1614年）
5. 恩斯特（1554年—1612年），科隆總主教